# Terapeutický index
Terapeutický index (též terapeutický poměr) je poměr dávky léčiva nebo jiného léčebného činidla vyvolávající otravu (TD50) ku dávce vyvolávající léčebný účinek (ED50). Kvantitativně je to dávka způsobující otravu u 50 % populace (TD50) k minimální dávce účinné rovněž pro 50 % populace (ED50).. Je výhodné mít u léčiva co nejvyšší terapeutický index; jinak řečeno, aby práh toxicity byl co nejvyšší oproti účinné léčebné dávce a tím se minimalizovaly negativní účinky náhodného předávkování.
{\displaystyle {\mbox{terapeutický index}}={\frac {\mathrm {TD} _{50}}{\mathrm {ED} _{50}}}}
Obecně lze látky s užším terapeutickým rozmezím (menším rozdílem mezi toxickou a terapeutickou dávkou) dávkovat na základě měření hladiny v krvi pacienta. Používají se při tom protokoly terapeutického monitoringu (TDM). Terapeutický index diazepamu je velmi bezpečný, má hodnotu okolo 100. Jiné látky, například digoxin, však mají index například 2 nebo 3. K dalším takovým látkám s nízkým terapeutickým indexem (úzkým terapeutickým rozmezím), které vyžadují monitoring pro dosažení terapeutické dávky a současně i ochrany před otravou, patří dimerkaprol, theofylin, warfarin nebo uhličitan lithný. K vyvážení účinnosti a nežádoucích účinků je monitoring nutný i u některých antibiotik, například gentamicinu, vankomycinu, amfotericinu B nebo polymyxinu B.
Efektivní terapeutický index lze ovlivnit cílením léčiv, kdy se činidlo koncentruje na místě, kde má působit. Například u radiační léčby rakovinných nádorů se ozařovací svazek paprsků ohraničuje přesně podle profilu nádoru, čímž se zvýší dávka v cílové oblasti, aniž by se zvýšily nežádoucí účinky. Takové ohraničení však nemění terapeutický index. Podobně je chemoterapie nebo radioterapie činidly vstřikovanými do krve (infuzí nebo injekcí) účinnější u onkofilních látek (takových, které se koncentrují v nádoru). To se využívá například při léčbě neuroendokrinních nádorů radionuklidy vázanými na peptidové receptory nebo při chemoembolizaci či radioaktivní mikrokuličkové terapii jaterních nádorů a metastáz. Činidlo se koncentruje v cílové tkáni a jinde je jeho koncentrace nižší, což zvyšuje účinnost a snižuje toxicitu.
Někdy se terapeutický index označuje i jako bezpečnostní index či bezpečnostní poměr, hlavně v souvislosti s psychoaktivními látkami používanými pro neléčebné (nelékařské) účely. V takových případech je účinná dávka taková, která vyvolává požadovaný účinek, což může být více nebo méně než v případě léčebně účinné dávky.